# Xã Goodridge, Quận Pennington, Minnesota
Xã Goodridge (tiếng Anh: Goodridge Township) là một xã thuộc quận Pennington, tiểu bang Minnesota, Hoa Kỳ. Năm 2010, dân số của xã này là 79 người.